# Steve Duke
Steve Duke sr. (* 13. Dezember 1949 in Melbourne, Victoria) ist ein australischer Dartspieler, der bei der British Darts Organisation (BDO) aktiv war.
Sein Sohn Steve Duke jr. ist ebenfalls Dartspieler.

## Karriere
Duke spielte 1999 bei der BDO-Weltmeisterschaft und schlug dort den Engländer Steve Beaton in der ersten Runde mit 3:0. Im Achtelfinale besiegte er dann Marshall James aus Wales mit 3:1. Im Viertelfinale verlor Duke schließlich gegen Raymond van Barneveld mit 1:5. Bei der BDO-Weltmeisterschaft 2000 besiegte Duke Sean Palfrey aus Wales in der ersten Runde mit 3:2. Im Achtelfinale verlor er dann aber gegen Mervyn King mit 0:3. Bei der BDO-Weltmeisterschaft 2004 besiegte Duke Albertino Essers in der ersten Runde mit 3:1. Im Achtelfinale verlor Duke gegen Ritchie Davies aus Wales mit 0:3.
Bei der World Darts Trophy 2003 besiegte er Tony O’Shea aus England in der ersten Runde mit 3:1. Im Achtelfinale verlor er gegen den Engländer Colin Monk mit 1:3. Bei der World Darts Trophy 2004 verlor Duke in der ersten Runde gegen Tony O’Shea mit 0:3. Duke spielte auch für die Mannschaft Australiens beim WDF World Cup.
2013 gewann Duke beim Victorian Easter Classic seinen bislang letzten größeren Titel. Bei diesem Turnier war er auch noch 2022 im Alter von 72 Jahren mit dabei.

## Weltmeisterschaftsresultate

### BDO
- 1999: Viertelfinale (1:5-Niederlage gegen  Raymond van Barneveld) (Sätze)
- 2000: Achtelfinale (0:3-Niederlage gegen  Mervyn King)
- 2004: Achtelfinale (0:3-Niederlage gegen  Ritchie Davies)

## Erfolge

### WDF
- Australian Master: 1997
- Australian Grand Master: 1998, 1999
- Pacific Master: 1998
- Victorian Easter Classic Sieger: 2013

### Sonstige
- Aufnahme in die DPA/DPNZ Hall of Fame: 2017